# Willi Gautschi
Willi Gautschi (* 16. Januar 1920 in Reinach AG; † 7. Februar 2004 in Baden AG; heimatberechtigt in Reinach und Baden) war ein Schweizer Historiker.

## Leben
Der Sohn eines Landwirts besuchte von 1936 bis 1940 das Lehrerseminar Wettingen und studierte anschliessend Geschichte und Germanistik an den Universitäten Basel, Lausanne, Paris und Zürich. Im Zweiten Weltkrieg leistete er Aktivdienst; er kommandierte eine Grenadierkompanie. 1954 wurde er in Zürich bei Leonhard von Muralt mit einer Arbeit über das Oltener Aktionskomitee promoviert.
Von 1947 bis 1962 arbeitete Gautschi als Bezirkslehrer in Baden, anschliessend bis zur Pensionierung 1985 als Gymnasiallehrer an der Kantonsschule Baden. 1960/61 war er IKRK-Delegierter in Nordafrika. Von 1970 bis 1975 war er ausserdem Lehrbeauftragter für Geschichte an der Universität Zürich. Er war mit Alice Gautschi (1931–2010) verheiratet.
Gautschi verfasste u. a. Standardwerke zum Landesstreik 1918 und zu Lenins Aufenthalten in der Schweiz, einen vielbeachteten Band der Aargauer Kantonsgeschichte sowie eine umfangreiche Biographie von Henri Guisan, für die er 1990 den Aargauer Literaturpreis erhielt. Gautschis Forschungen widerlegten quellengestützt die Umsturzlegenden über den Landesstreik und arbeiteten dessen wirtschaftliche, gesellschaftliche und politische Ursachen heraus. Von rechten Kreisen wurde ihm eine Mitgliedschaft in der Sozialdemokratischen Partei angedichtet. Gautschis Nachlass befindet sich im Staatsarchiv Aargau.

## Werke
- Das Oltener Aktionskomitee und der Landes-Generalstreik von 1918 (= Zürcher Beiträge zur Geschichtswissenschaft. Bd. 22). Weiss, Zürich 1955 DNB 36377176X (Dissertation Universität Zürich 1954).
- Der Landesstreik 1918. Benziger, Zürich 1968; 3., durchgesehene Auflage. Chronos, Zürich 1988, ISBN 3-905278-34-0.
- (Hrsg.) Dokumente zum Landesstreik 1918. Benziger, Zürich 1971.
- Lenin als Emigrant in der Schweiz. Benziger, Zürich  1973, ISBN 3-545-34066-X.
- Geschichte des Kantons Aargau 1885–1953 (= Geschichte des Kantons Aargau. Bd. 3). Baden-Verlag, Baden 1978.
- General Henri Guisan. Die schweizerische Armeeführung im Zweiten Weltkrieg. Neue Zürcher Zeitung, Zürich 1989, ISBN 3-85823-233-5.
- Helvetische Streiflichter. Aufsätze und Vorträge zur Zeitgeschichte. Neue Zürcher Zeitung, Zürich 1994, ISBN 3-85823-399-4.
- Mythos und Macht der Geschichte: Über historische Grundfragen. Neue Zürcher Zeitung, Zürich 2001, ISBN 3-85823-871-6.